# Fâchin
Fâchin település Franciaországban, Nièvre megyében. Lakosainak száma 105 fő (2022. január 1.). Fâchin Arleuf, Château-Chinon, Glux-en-Glenne, Saint-Léger-de-Fougeret és Villapourçon községekkel határos.

## Népesség
A település népességének változása:
| Lakosok száma | 113  | 112  | 110  | 108  | 106  | 104  | 105  | 105  |
|               | 2013 | 2015 | 2017 | 2018 | 2019 | 2020 | 2021 | 2022 |